# Kosarzyn (województwo lubuskie)
Kosarzyn (niem. Kuschern, łuż. Kóšaŕnja) – wieś w Polsce położona w województwie lubuskim, w powiecie krośnieńskim, w gminie Gubin. Położona wśród lasów nad jeziorem Borek, około 500 m od ujścia Nysy Łużyckiej do Odry.
W latach 1975–1998 miejscowość administracyjnie należała do województwa zielonogórskiego.
Po raz pierwszy wymieniona została w dokumentach z roku 1316 jako (niem. Cuscherin, a w 1432 jako Koscherin). Należała do klasztoru Neuzelle. Ludność utrzymywała się przede wszystkim z żeglugi i rybołówstwa. W 1818 roku we wsi były dwa młyny wodne i jeden wiatrowy. Do wsi należał folwark Borack. Saksończycy i Prusacy jeszcze przed 1815 rokiem odkryli żyzność tych ziem i wspólnie wybudowali wały przeciwpowodziowe nad Odrą uzyskując możliwość odzyskania ich pod uprawę (chronili również sporą ilość gruntu przed powodzią). Wybudowany został po 1933 roku jaz, a po wojnie przepompownia chroniące grunty przed zatapianiem podczas powodzi. Kosarzyn w 1939 roku wraz z folwarkiem oraz młynami zajmował obszar 647 hektarów, na których było 352 mieszkańców. W latach 1945–1947 stacjonowała tu 35 strażnica WOP.
Znajdowała się tutaj od 28 maja do 12 czerwca 1945 roku strażnica ochrony granicy 32. Pułku Piechoty, a do 18 września 1945 roku granicę ochraniała 6. kompania piechoty 38. Pułku Piechoty. Komendantem był oficer 38. PP por. Władysław Janiszewski. W 1950 roku strażnica została rozformowana.
W rejonie Kosarzyna od 1991 roku nastąpiło intensywne wiercenie i wydobycie ropy naftowej. Wydobywano tutaj codziennie około 66 000 litrów ropy, którą cysternami samochodowymi przewożono do stacji kolejowej Wałowice.
13 września 2003 roku, po dwóch latach przygotowań postawiono przy ujściu Nysy Łużyckiej do Odry, naprzeciwko miejscowości Ratzdorf i Kosarzyn sześciometrowy krzyż drewniany. Krzyż ten symbolizuje miejsce spotkań ludzi z obu stron granicy, współpracę pomiędzy narodami we wspólnej Europie oraz upamiętnia klęskę powodzi z 1997 roku, która nawiedziła Ratzdorf. Na tablicy znajduje się napis „Ku pamięci wielu pokoleń niemieckich, które tu żyły i były szczęśliwe i z dobrymi życzeniami dla tych, którzy dziś znaleźli tu swój dom”. 
Jezioro Borek

Jezioro Borek jest dzisiaj atrakcją wypoczynkowo–turystyczną oraz wędkarską. Jest to zbiornik rynnowy pochodzenia polodowcowego, który od południa posiada dopływy Strugę i Steklnik. Od północy połączone jest kanałem z Łomianką, lewobrzeżnym dopływem Odry. Powierzchnia lustra wody wynosi 63 ha, maksymalna głębokość 8 m, długość 1570 m, szerokość 640 m. Jezioro jest sukcesywnie zarybiane. Prowadziły tu działalność ośrodki wypoczynkowe: LZPS „Carina”, „ERG Nad Borkiem”, Wojskowy Ośrodek Wypoczynkowy (WDW). Dziś to ośrodki prywatne.